# Gusev (krater na Marsu)
Gusev je ime kratera na Marsu. Krater se nalazi na 174.5° istočno i 14.6° južno. Promjer kratera je oko 170 km i nastao je prije tri do četiri milijarde godina. Ime je dobio po ruskom astronomu Matveju Gusevu (1826. – 1866.).
Sustav kanjona nazvan Ma'adim Vallis vjerojatno je donosio tekuću vodu u krater, ili vodu i led u jednom od razdoblja Marsove prošlosti. Krater se zato doima kao staro presahlo jezero sa sedimentima debelim oko 3000 m. Neke od uočenih geoloških formacija u krateru donekle podsjećaju na riječne delte na Zemlji. Na Zemlji ovakve delte nastaju stotinjak tisuća godina, što upućuje na duži tok vode. Fotografije iz orbite pokazuju da se na izvoru Ma'adim Vallisa nalazilo jezero koje je možda bilo izvor vode koja je tekla kanjonom. Ne zna se je li ovaj tok bio spor i dugotrajan, ili se radilo o povremenim velikim buijcama.
Dana 3. siječnja 2004. u Gusev je sletio NASA-in rover Spirit. Znanstvenici koji upravljaju roverom nadaju se će manji krateri možda otkriti starije sedimente. U početku su znanstvenici bili razočarani jer se Gusev pokazao kao ravna ravnica lave, sve dok Spirit nije došao do Kolumbijinih brda. Tamo su otkrivene stijene koje su pokazale manju izloženost slankastoj vodi u davnoj prošlosti.

### Galerija slika
- Mjesto slijetanja Spirita.
- Prva Spiritova fotografija s u boji.
- Krater Bonneville.
- Krater Missoula.
- Pogled s vrha brda Husband.
- Zalazak Sunca.
- Spiritov uspon na brdo Husband.
- Snimka tla u lažnim bojama.

## Vanjske poveznice
- (engl.) Google Karte - krater Gusev na Marsu
- (engl.) Fotografije unutrašnjosti kratera u boji (Themis tehnika)